# Monsieur Verdoux

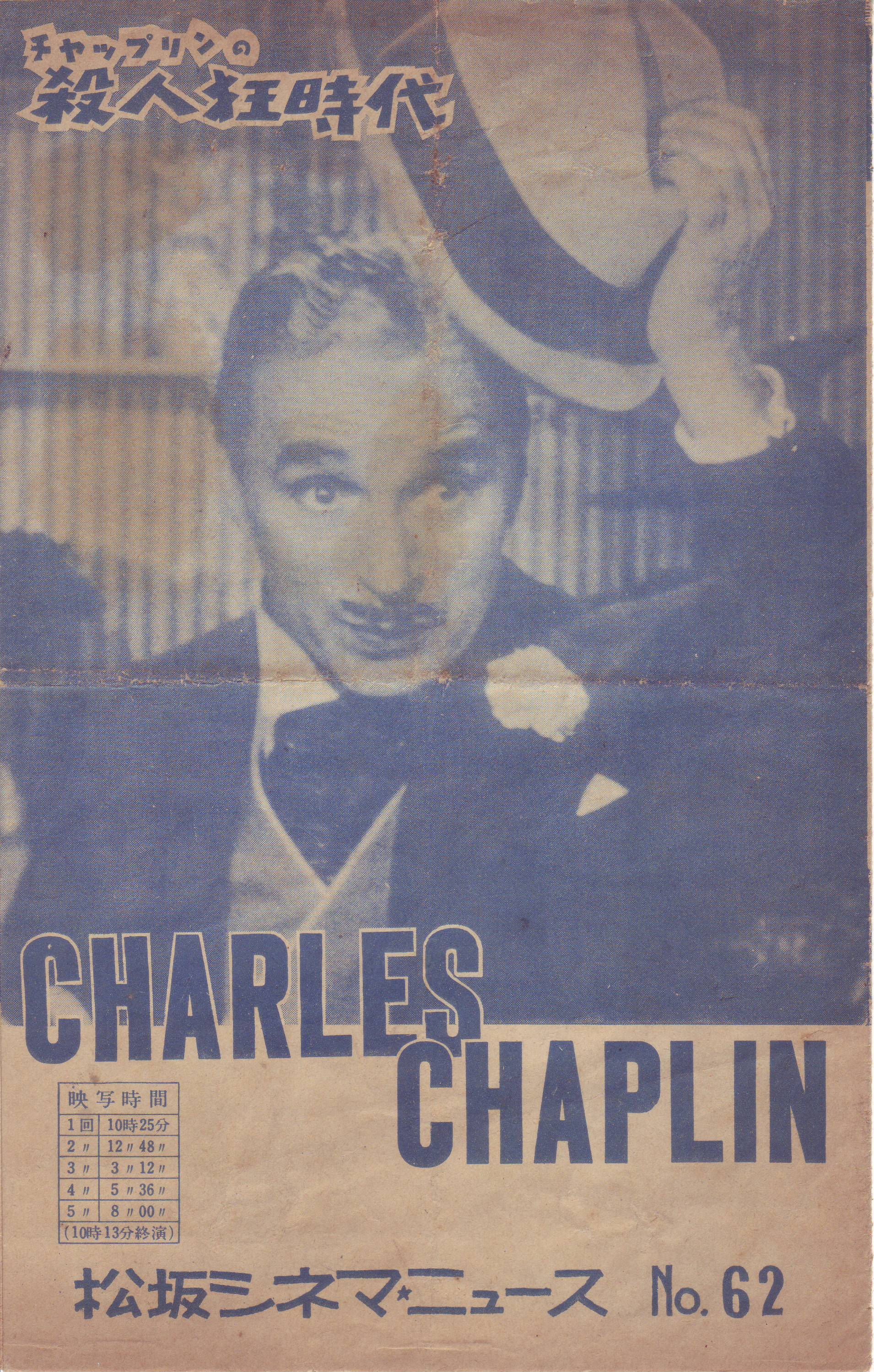
Broschyr från Japan 1952.

Monsieur Verdoux är en film från 1947, skriven och regisserad av Charlie Chaplin. Filmen blev Oscarsnominerad 1948. Chaplin spelar själv huvudpersonen Henri Verdoux som mördar rika kvinnor för att försörja sin familj.
Charlie Chaplin beskrev själv filmen “den smartaste och mest briljanta filmen i min karriär".

## Handling
Filmen utspelar sig mellan åren 1932 och 1937. Henri Verdoux, spelad av Charlie Chaplin, är en obetydlig banktjänsteman i Frankrike före andra världskriget. Huvudkaraktären gör karriär genom att lura rika kvinnor att gifta sig med honom, för att sedan plötsligt mörda dem för att komma åt deras förmögenheter. Med detta lyckas han 13 gånger innan han stöter på problem. Hans fjortonde fru tycks vara omöjlig att mörda. Verdouxs egentliga fru är sjuklig och bor i ett hus på landsbygden tillsammans med sin son, men hon är helt ovetande om sin mans kriminella sysselsättning. Efter att han mördar ett offer går han hem som en hederlig man efter en dags hårt arbete. Huvudkaraktärens paradoxala sidor som både god och ond visar sig när han klipper rosbuskarna och aktar sig för att trampa på en larv, samtidigt som ett av hans mordoffer håller på att förbrännas i en ugn i andra änden av trädgården. Filmen innehåller mörk humor, bitter satir och samhällskritik.

## Rollista
- Charlie Chaplin som Henri Verdoux. Hans alias:
  - Monsieur Varnay
  - Monsieur Bonheur
  - Monsieur Floray
- Martha Raye som Annabella Bonheur, som tror att Verdoux är Bonheur, en sjökapten som ofta är bortrest
- Isobel Elsom som Marie Grosnay, en åldrad änka som konkurrerar med Verdoux (utgiven för Varnay) om införskaffandet av en egendom
- Margaret Hoffman som Lydia Floray, som tror att Verdoux är Floray, en ingenjör som har varit bortrest under lång tid
- Marilyn Nash som The Girl, en ung kvinna som Verdoux möter och försöker förgifta innan hennes samhällssyn förändrar hans uppfattning
- Irving Bacon som Pierre Couvais
- Edwin Mills som Jean Couvais
- Virginia Brissac som Carlotta Couvais
- Almira Sessions som Lena Couvais
- Eula Morgan som Phoebe Couvais
- William Frawley som Jean La Salle
- Mady Correll som Mona, fru till Verdoux
- Robert Lewis som Maurice Bottello, Verdoux vän

## Produktion
Welles version: Grundidén för filmen kom när Orson Welles, som utvecklade en egen film, inspirerades att tilldela Chaplin en roll baserad på den legendariska franska seriemördaren Henri Désiré Landru, men Chaplin hoppade av i sista minuten eftersom han inte ville jobba för en annan regissör. Enligt Welles köpte Chaplin manuset av honom och skrev om flera stora delar av det, bland annat slutet och det som Welles kallade för "den roligaste sekvensen i Verdoux". Han anmärker också att Chaplin hävdar att han inte har något minne alls av att ha fått tag i manuset av Welles, och att han tror att Chaplin talar sanning när han säger detta. Welles anser att en version regisserad av honom hade blivit bättre, eftersom han beskriver Chaplin som ett "geni" som skådespelare men knappt kompetent som regissör. Welles var dock i desperat behov av pengar och skrev därför på kontraktet.
Chaplins version: Orson Welles kom till Chaplins hus och "förklarade att han täckte göra en serie dramatiserade dokumentärer, varav en skulle handla om den franska seriemördaren Landru", en roll han trodde skulle vara underbart dramatisk för Chaplin. Chaplin var intresserad och sade att det skulle vara en trevlig omväxling från komedins värld och egenskrivna filmer, men när Welles förklarade att manuset ännu inte var skrivet och att han ville ha Chaplins hjälp att med det backade Chaplin ur. En dag eller så senare slog det honom att idén om Landru skulle kunna bli en fantastisk komedi. Chaplin ringde då Welles och sade "Kolla, den dokumentär som du föreslog om Landru har gett mig en idé på en komedi. Det har inget att göra med Landru men för att rentvå allting är jag villig att betala dig $5000, bara för att ditt förslag gav mig inspiration". Efter förhandling accepterade Welles med villkoret att det i eftertexterna skulle stå "idé föreslagen av Orson Welles". Chaplin påstod att om han hade vetat att Welles i slutändan skulle försöka göra förtjänst på det hade han aldrig gett honom någon ära för filmen.

## Mottagande
Monsieur Verdoux är det första filmen där Chaplins karaktär inte hade någon likhet med hans klassiska karaktär luffaren (i filmen Diktatorn hade Chaplins karaktär som judisk barberare avsevärda likheter med luffaren) och av den anledningen blev den dåligt mottagen i Amerika när den först hade premiär. Emellertid hade filmen större framgång i Europa.  
Det speciella med komedin Monsieur Verdoux är att den, trots sin genre, behandlar mörka, kontroversiella teman som död och ondska. När filmen släpptes 1947 (endast två år efter slutet på andra världskriget) passade teman som detta inte med det politiska och kulturella klimatet i Amerika. Dessutom hade Chaplins popularitet och image blivit skadade av ett flertal skandaler och politiska kontroverser innan premiären. 
Trots mycket negativ kritik blev filmen Oscarsnominerad 1947 för bästa manus.